# Université des Minorités du Tibet
L'université des Minorités du Tibet (chinois : 西藏民族大学 ; pinyin : xīzàng mínzú dàxué), autrefois Institut des nationalités du Tibet 西藏民族学院, xīzàng mínzú xuéyuàn ; anglais : Tibet Minzu University) est une université dont le siège est dans le district de Weicheng, au bord du Wei He, à Xianyang, dans la province du Shaanxi, en République populaire de Chine. Fondée en 1958, elle dépend de la région autonome du Tibet.

## Histoire
Située à l'extérieur de Xi'an, dans un endroit dénommé Xianyang dans la province de Shaanxi, elle a été créée en tant qu'école secondaire, la deuxième ouverte par la Chine pour former les Tibétains après celle fondée à Lhassa en 1956. Elle se donnait pour objectif « de former plus de cadres pour la construction social » du Tibet. 
La première année, 3 688 étudiants furent enrôlés. Deux après sa création, ils furent renvoyés à Lhassa participer à la répression du soulèvement tibétain de 1959. L'école ne récupéra jamais son effectif avant sa fermeture durant la révolution culturelle. 
Tashi Tsering y était étudiant en 1964, un an avant le reclassement de l'école en université.
Shiwo Lobsang Dhargye qui y fut professeur au début des années 1980 affirme que « les étudiants de Xian, sans expérience scolaire et sans aptitude particulière à l'apprentissage, dépassaient rarement le stade de l'endoctrinement ».
En janvier 2019, l'université met fin à l’enseignement en tibétain. Les cours spécialisés de l'université, tels que l'éducation, la finance, l'information, l'ingénierie, les sports, le droit, la gestion, les langues étrangères, les études ethniques, le journalisme et la médecine tibétaine, sont désormais enseignés en chinois, sapant ainsi l'éducation des plus de 3 000 étudiants tibétains, plus de la moitié du nombre total d'étudiants de l'université,.

### liens externes
- Notices d'autorité :   - ISNI
- Site officiel